# Luis Ignacio Sánchez
Luis Ignacio Sánchez Rodríguez (Oviedo, 1948-Madrid, 19 de julio de 2010) fue un catedrático y experto jurista español, el más distinguido renovador de lo que se conoce como escuela de Oviedo de derecho.
Licenciado en Derecho por la Universidad de Oviedo, más tarde doctor (1975) con una tesis sobre el derecho marítimo del que se convirtió en auténtico especialista internacional, así como de los conflictos territoriales entre Estados. Tras su paso como profesor por la Universidad de Oviedo, recaló durante un tiempo en las universidades del País Vasco y de Alcalá de Henares, hasta obtener la cátedra de Derecho Internacional Público en la Universidad Complutense de Madrid, donde desarrolló toda su labor pedagógica.
Fue miembro del Consejo Académico del Real Instituto Elcano y del Consejo de Universidades, abogado-consejero del Tribunal Internacional de La Haya, consejero del Gobierno de Honduras, profesor visitante de distintas universidades, profesor invitado de la Academia de Derecho Internacional de La Haya, del Centro de Estudios Judiciales y de la Escuela Diplomática, así como director de la Revista Española de Derecho Internacional.